# Diacyclops dispinosus
Diacyclops dispinosus – gatunek widłonoga z rodziny Cyclopidae. Nazwa naukowa gatunku została po raz pierwszy opublikowana w 1994 roku przez japońskiego biologa Teruo Ishidę.